# Cosimo Collini

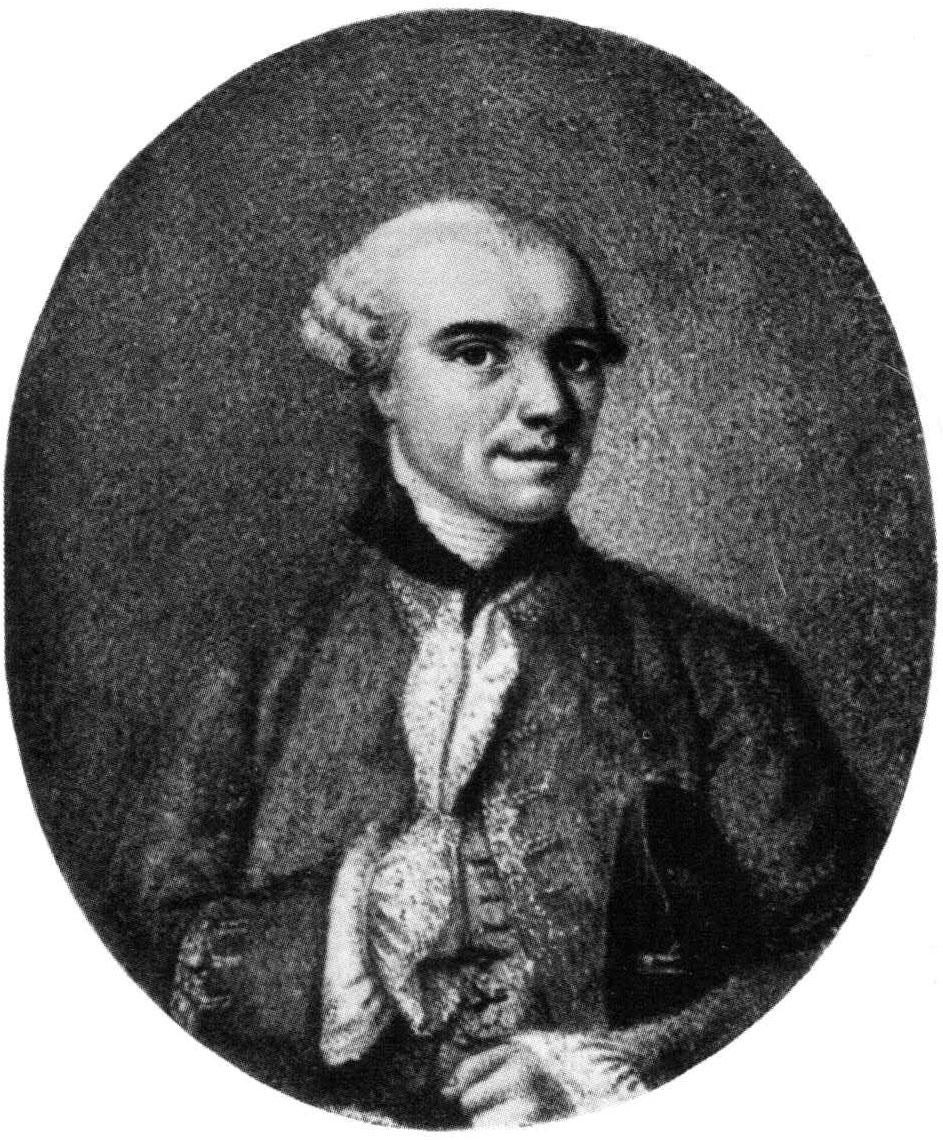
Retrato de Collini, artista desconhecido

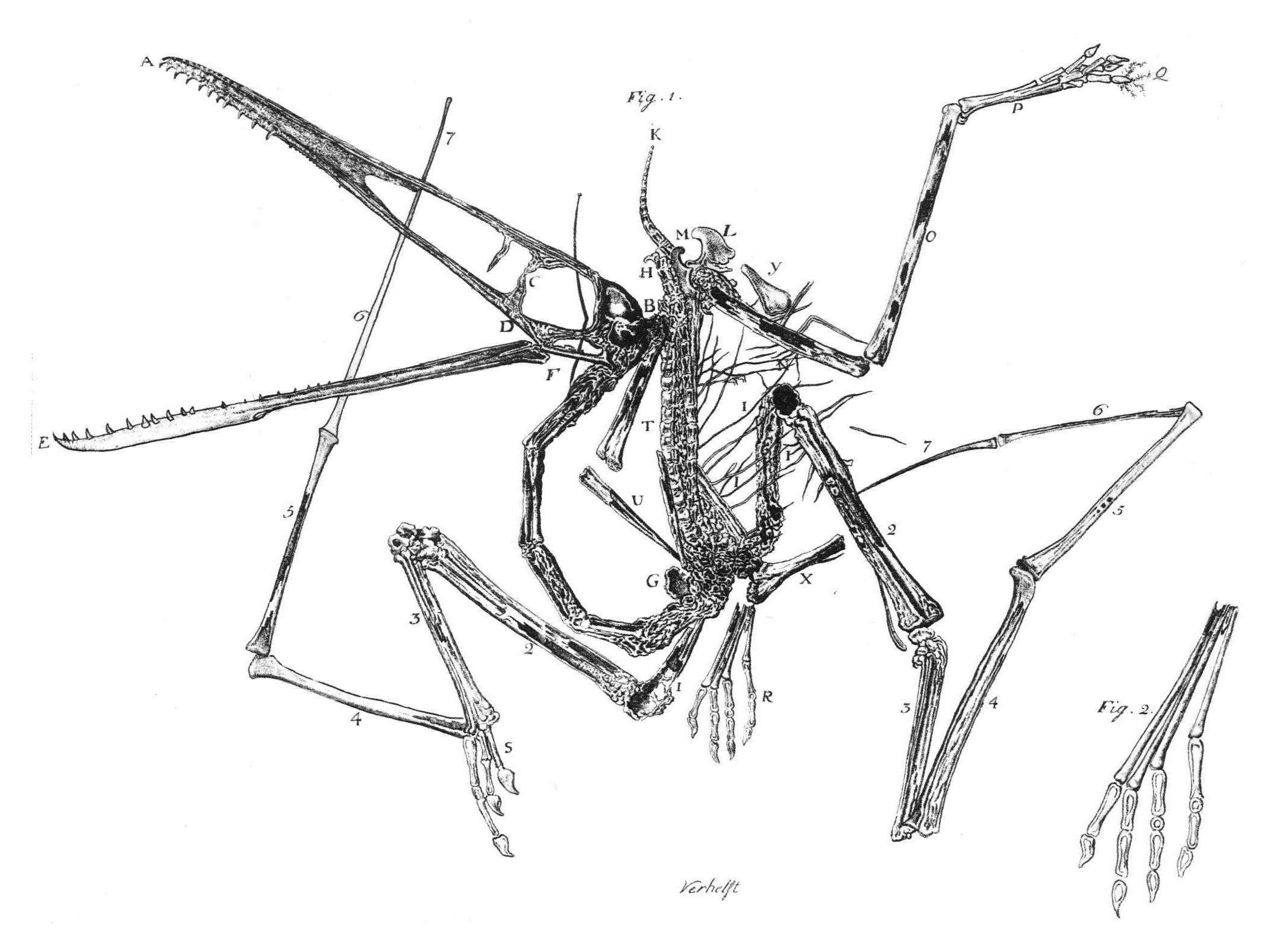
Pterodáctilo desenhado por Collini em 1784

Cosimo Alessandro Collini (Florença, 14 de outubro de 1727 - Mannheim, 21 de março de 1806) foi um historiador italiano e secretário de Voltaire de 1752 a 1756.

## Vida
Collini nasceu em uma família nobre e estudou direito.
Ele conheceu Voltaire em Berlim em 1750 e foi contratado como seu secretário, ao lado de Joseph Du Fresne de Francheville (filho de outro Joseph Du Fresne de Francheville [fr]), em abril de 1752.  Quando Voltaire deixou o serviço de Frederick the Great em 1753 Collini o acompanhou, e foi confinado com ele e Madame Denis por ordem de Frederick por três semanas em Frankfurt. Em 1755, o jovem Jean-Louis Wagnière foi nomeado seu assistente e, pouco mais de um ano depois, assumiu seu lugar quando Collini foi demitido do serviço de Voltaire por insultar Madame Denis.
Collini então entrou ao serviço de Charles Theodore, Eleitor da Baviera como seu secretário particular e historiógrafo.
Ele encenou Olympie de Voltaire no Schlosstheater Schwetzingen em 1762.
Em 1763 tornou-se membro da Academia Palatina de Ciências e diretor do Gabinete de História Natural de Mannheim. Em 1784 ele foi a primeira pessoa a descrever o pterossauro que Georges Cuvier identificou, dezessete anos depois, como um réptil voador.
Em seus últimos anos, ele denunciou o fanatismo das guerras revolucionárias francesas e em 1799 defendeu as coleções em seu gabinete da destruição, e conseguiu transferi-las, quatro anos depois, para Munique.

## Publicações
- Discours sur l’histoire d’Allemagne (Frankfurt, Koch und Esslinger, 1761).
- Précis de l’histoire du Palatinat du Rhin (Frankfurt und Leipzig, 1763).
- Éloge de Charles-Théodore, Électeur Palatin (1764).
- Description physique et économique de la ville de Mannheim (Acta Academiae Theodoro-Palatinae, vol. 1, 1766, p. 440).
- Dissertation historique et critique sur le prétendu cartel, ou lettre de défi envoyée par Charles-Louis Électeur au Vicomte de Turenne (Mannheim, 1767).
- Sur l'incertitude de l'histoire naturelle (Acta Academiae Theodoro-Palatinae, vol. 2, 1770, p. 497).
- Solution du problème du cavalier au jeu des échecs (Mannheim, Loeffler, 1773).
- Description de quelques encrinités de cabinet d'histoire naturelle de S.A.S. Mgr. l'électeur palatin (Acta Academiae Theodoro-Palatinae, vol. 3 Phys., 1775, p. 69).
- Journal d'un voyage qui contient différentes observations minéralogiques, particulièrement sur les agates et le basalte. Avec un détail sur la manière de travailler les agates (Mannheim, Schwann, 1776).
- Considérations sur les montagnes volcaniques (Mannheim, 1781).
- Sur quelques zoolithes du cabinet d'histoire naturelle de S.A.S.E. palatine et de Bavière, à Mannheim (Acta Academiae Theodoro-Palatinae, vol. 5 Phys., 1784, p. 58).
- Pensées sur la transmutation des substances du règne minéral (Acta Academiae Theodoro-Palatinae, vol. 5 Phys., 1784, p. 104).
- Sur le tarentisme (Acta Academiae Theodoro-Palatinae, vol. 5 Phys., 1784, p. 364).
- Description de deux jumelles adhérentes l'une à l'autre, venues au monde dans le Palatinat du Rhin (Acta Academiae Theodoro-Palatinae, vol. 5 Phys., 1784, p. 389).
- Remarques adressées aux auteurs de ce Journal sur un ouvrage publié l'année dernière (Journal encyclopédique, 15 March 1785, p. 506), letter dated 15 December 1784.
- Voyage en Allemagne, dans une suite de lettres, par M. le Baron de Riesbeck; traduites de l'Anglais; avec portraits, plans & cartes en taille-douce (Paris, Buisson, 1788).
- Lettres sur les Allemands (Hamburg, 1790).
- Coup d'œil sur la chaine graduelle des êtres naturels (Acta Academiae Theodoro-Palatinae, vol. 6 Phys., 1790, p. 267).
- Sur les inondations du Necker près de Mannheim, avec preuves et éclaircissements (Acta Academiae Theodoro-Palatinae, vol. 6 Phys., 1790, p. 282).
- Relation d'un effet causé par le grand froid de l'année 1789 (Acta Academiae Theodoro-Palatinae, vol. 6 Phys., 1790, p. 304).
- Discours, lu dans une séance de cet institut littéraire le 16 avril 1799 à l'occasion de la mort de Charles Théodore, Électeur palatin (Mannheim, 1799).
- Remarques sur la pierre élastique du Brésil (Mannheim, 1805).
- Mon séjour auprès de Voltaire et lettres inédites (Paris, 1807).